# Il Grande Torino
Il Grande Torino è una miniserie televisiva italiana del 2005, diretta da Claudio Bonivento.
È stata trasmessa in prima visione assoluta dal canale televisivo Rai 1 il 25 e il 26 settembre 2005.

## Trama
Angelo, un adolescente di Casoria, sogna di diventare un campione di calcio. Con la sua famiglia si trasferisce dal sud a Torino, dove studia e lavora per aiutare la famiglia. Per giocare vuole comperarsi un paio di scarpe da calcio, e per farlo mette da parte i suoi risparmi. Intanto gioca nella squadretta del liceo ed è tifoso del Torino, la squadra più forte del campionato. Del Torino conosce tutto, sa a memoria la formazione, i risultati di tutte le partite, le gesta di tutti suoi i campioni. Il suo sogno è entrare nella formazione giovanile della squadra, ma suo padre, severo e autoritario, vuole solo che riesca a laurearsi e gli vieta di giocare. 
Angelo fa di tutto per assecondare la sua passione e riesce ad ottenere un provino da "capitan" Mazzola. Non va male, poca tecnica ma molto talento è il giudizio che ne riceve. Sembra che il sogno stia per realizzarsi, per lui comincia una nuova vita. Per mantenersi trova vari lavori come fattorino presso una Pasticceria di Torino, operaio, commesso. Fa spesso il turno di notte per non perdere gli allenamenti e, nonostante la fatica, non manca una volta in campo e neanche a scuola. Comincia a conoscere bene i suoi miti, con qualcuno stringe un rapporto di amicizia. Frequenta il bar Vittoria, che Gabetto e Ossola hanno aperto nel centro della città. Al Liceo conosce Susanna, la figlia del direttore tecnico del Toro, Erbstein, e nasce una storia d’amore. 
Intanto il Torino si avvia a vincere il suo quinto scudetto consecutivo. Mancano solo quattro giornate alla fine del campionato e Angelo comincia a non vedere più così lontano il momento in cui il suo sogno potrà realizzarsi: giocare in prima squadra, allo stadio Filadelfia. Nel frattempo c’è un'amichevole con il Benfica da disputarsi a Lisbona. Valentino Mazzola insiste per andarla a giocare a tutti i costi, scontrandosi con il parere contrario del presidente Novo, che vuole prima finire il campionato. Ma è una promessa fatta da Mazzola al suo amico Ferreira, capitano del Benfica che si ritira dal calcio. Il presidente acconsente. 
Solo all'ultimo momento Angelo, per un'inaspettata visita della famiglia nel suo albergo, decide di non partire con la squadra per il Portogallo. Al ritorno da Lisbona, in un pomeriggio di pioggia, l’aereo che riporta in Italia la squadra si schianta contro la collina di Superga, ai piedi della basilica. Nei terribili giorni immediatamente successivi al disastro sembrano scomparire speranze, affetti, amicizie. È lutto nazionale. La Federazione Giuoco Calcio, su proposta di tutti i club, decide di aggiudicare d’ufficio lo scudetto al Torino. Il presidente Novo decide però che la sua squadra giocherà comunque le quattro partite che mancano, mandando in campo la squadra dei ragazzi. Gli avversari decideranno anche loro di schierare le formazioni giovanili. In quattro giornate i ragazzi del Toro sanno conquistarsi altrettante vittorie e in quelle tristi partite, con la maglia numero 10 di Valentino Mazzola, Angelo realizza il suo sogno e segna anche un gol.

## Prima visione
| Puntata | Data              | Telespettatori | Share  |
| ------- | ----------------- | -------------- | ------ |
| 1       | 25 settembre 2005 | 6.287.000      | 27,07% |
| 2       | 26 settembre 2005 | 9.870.000      | 34,04% |